# Тарнопольский, Антон Витальевич
Тарнопольский, Антон Витальевич (1865 — после 1920) — русский оружейник и общественный деятель, изобретатель и спортсмен—стрелок, издатель, публицист и переводчик, популяризатор технических и естественных наук. Создатель курорта «Кавказская Ривьера».

## Биография
Из семьи потомственных дворян Летичевского уезда Подольской губернии, потомков польской шляхты, которой принадлежало имение в Харьковской губернии. Сын Виталиса-Людовика Тарнопольского, внук Фабиана-Севастьяна Гавриловича Тарнопольского. Родился в г. Каменец—Подольске. Мать — потомственная дворянка, урождённая Розвадовская, одна из троих дочерей потомственного дворянина Подольской губернии Эразма Антонова Розвадовского, родная сестра Мариана-Иосифа Эразмова Розвадовского. Среднее образование получил в Сумском реальном училище. Высшего образования и классного чина не имел, на государственной службе не состоял, по выборам дворянства не служил.
Его отец — Виталис-Людовик, или Виталий Фабианов-Севастьянов Тарнопольский, — вероятно, оружейник-изобретатель, предположительно был «оружейным мастером в одном из полков или инженером на одном из оружейных заводов»; изобретатель «Винтовки русской казнозарядной экспериментальной системы В. Тарнопольского, 1865—1866», хранившейся в оружейной коллекции императора Александра II. Оружейное дело не было семейным занятием небогатого отцовского семейства. Брат Виталиса-Людовика, Иван-Наркис, который приходился родным дядей А. В. Тарнопольскому, служил по ведомству Министерства внутренних дел, секретарем Каменецкого уездного полицейского управления Подольской губернии, за выслугу лет пожалован титулярным советником. Старший по возрасту двоюродный брат А. В. Тарнопольского, Константин-Фабиан Каетан-Юлиус Тарнопольский, служил по ведомству Министерства юстиции, канцелярским чиновником Ушицкого уездного суда Подольской губернии, за выслугу лет пожалован коллежским регистратором.
В 1887 году 22-летний Тарнопольский учредил в Москве торговую компанию под названием «Торговый дом „А. В. Тарнопольского“». Фирма занималась производством и торговлей оружием и боеприпасами, преимущественно для спортивной стрельбы и охоты, оружейными принадлежностями и инвентарём, а также, на первоначальном этапе, производством и торговлей сельскохозяйственными машинами и орудиями. Источник капитала, позволивший молодому Тарнопольскому начать оружейный бизнес, до настоящего времени не известен.
Частная оружейная компания А. В. Тарнопольского работала и развивалась на протяжении тридцати лет с 1887 по 1916 год. Начав деятельность с открытия оружейного магазина в Москве, на ул. Мясницкой, и в г. Ростове-на-Дону, на ул. Никольской, в последующие годы (1894, 1896, 1902, 1908) Тарнопольский открыл в Москве ещё несколько специализированных ружейных магазинов, при них — оружейные склады и мастерские, на которых трудилось до 100 человек персонала. До ноября 1905 года он владел оружейным магазином «Охота и спорт» также и в Харькове, на ул. Екатеринославской. Годовые обороты от торговли охотничьим и другим оружием, различными охотничьими и смежными принадлежностями, превышали полмиллиона рублей.
В первоначальный этап деятельности А. В. Тарнопольский организовал оружейно-производственную мануфактуру (фабрику металлических снарядов, или патронную фабрику) в Ростове-на-Дону, на которой выпускал изобретенный им в 1891 году патрон с дробью («дальнобойный снаряд Тарнопольского») для охотничьих ружей, в калибрах 10, 12, 14, 16 и 20 мм, являющийся, по сути дела, концентратором для усиления (укучнения) боя дробовика на 50 %. На своё изобретение «снарядов для достижения кучного и дальнего боя дробью из гладкоствольных ружей», с 25 августа (6 сентября) 1894 он получил 5-летний патент. В 1893 году мануфактура была переведена из Ростова-на-Дону на станцию Каменская Донецкого округа Области Войска Донского, вблизи г. Юзовка. Одновременно с патронным производством здесь же, на ст. Каменской, в 1893—1895 годах Тарнопольский организовал производство и торговлю земледельческими орудиями и машинами. Первые иллюстрированные прейскуранты-каталоги, изданные Тарнопольским, были посвящены торговле сельскохозяйственной техникой.

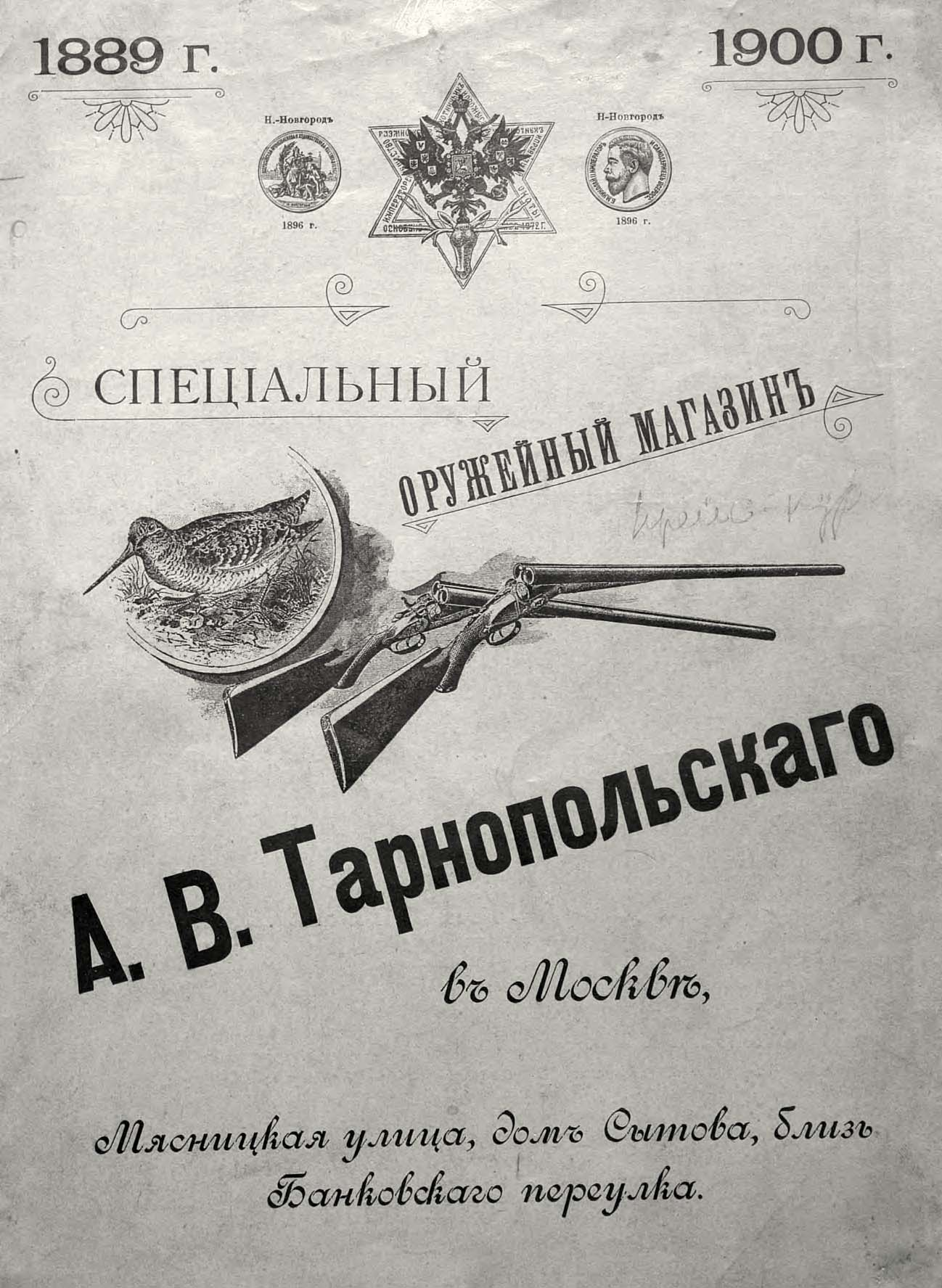
Обложка 65-страничного прейскуранта магазина А. В. Тарнопольского в Москве

По некоторым сведениям, на знаменитой Всероссийской художественно-промышленной выставке 1896 года в Нижнем Новгороде А. В. Тарнопольский был удостоен серебряной медали за качество представленных на выставку изделий. Экспонировался он как представитель Области Войска Донского. Однако, в списке экспонентов, удостоенных наград той выставки, Тарнопольский не значился. Тем не менее, титульные листы прейскурантов его оружейных магазинов содержат сведения о присуждении серебряной медали выставки. В следующем — 1897 году, он участвовал во 2-й выставке охотничьего оружия и предметов охотничьего и рыболовного промыслов, устроенной Императорским Русским техническим обществом в Санкт-Петербурге, в здании общества на ул. Пантелеймоновской в Соляном городке. В том же году Тарнопольский получил свидетельство московского 2-й гильдии купца. К тому времени он имел звание поставщика Императорского общества размножения охотничьих и промысловых животных и правильной охоты (Императорского общества охоты), его Вологодского, Южно-Русского и Донского отделов и 14-ти других охотничьих обществ, открытых в разных губерниях. Тогда же, в 1897 году, Тарнопольский издал первый иллюстрированный прейскурант своего оружейного магазина на ул. Мясницкой.
С 15 (27) сентября 1898 года — член Московского общества охоты имени императора Александра II. В том же году он заболел и на протяжении четырёх лет лечился в Европе, Крыму и на Черноморском побережье Кавказа, не оставляя своих предприятий. Участвовал в соревнованиях спортивных стрелков, награждён вторым призом за стрельбу на чемпионате Москвы в зимний сезон 1898/1899 года. В январе 1901 года Тарнопольский был удостоен золотой медали выставки Императорского общества охоты «за высшее качество ружей всех цен». В том же году фирма Тарнопольского была преобразована в торгово-промышленное Товарищество на вере и оружейный магазин «Охотничий Вестник А. В. Тарнопольского и К°», а с декабря 1907 — в Товарищество на паях для торговли оружием и предметами спорта «Охотничий Вестник». В телеграмме от 17 (30) сентября 1911 года к министру торговли и промышленности и к председателю Совета министров, московские оружейные торговцы, в том числе А. В. Тарнопольский и директор правления товарищества на паях «Охотничий вестник» Э. Нок, обращали внимание правительства, «что торговля охотничьим оружием и кустарное производство такового является в России очень крупной отраслью промышленности. Помимо других городов только мы, московские владельцы оружейных предприятий, уплачиваем ежегодно более миллиона рублей пошлины за ввозимое из заграницы охотничье оружие, и, кроме того, на нас работают несколько тысяч человек кустарей, изготовляющих в Москве, Туле и Ижевском заводе охотничьи ружья и части к ним».
Кроме оптовой и розничной торговли охотничьим и ручным оружием, охотничьим и спортивным инвентарем, рыболовными принадлежностями, тогда же, в 1901 году, А. В. Тарнопольский учредил и до 1916 года издавал художественно-иллюстрированный журнал «Охотничий Вестник», лучшее и самое доступное специализированное периодическое издание начала XX века в Российской империи, посвященное охотничьему делу и смежными с ним отраслям. В 1902 году изданию была присуждена большая серебряная медаль Первой Всероссийской выставки предметов спорта, проходившей с 19 мая по 15 июля в С.-Петербурге, в Михайловском манеже. Тарнопольский был и фактическим владельцем журнала, и его постоянным корреспондентом, публиковавшимся под псевдонимами «Гражданский инженер» и «Инженер Л. М.».
Поправив здоровье, в начале 1900-х годов Тарнопольский задумался о международной экспансии. Он планировал строительство в Льеже (Бельгия) собственной оружейной фабрики. Проект предусматривал сборку качественных ружей из дешёвых комплектующих бельгийской оружейной промышленности, с последующим их импортом в Россию для продажи через свои оружейные магазины. Проект реализован не был. Однако Тарнопольский получил возможность импортировать более качественное оружие бельгийских фабрикантов по более низкой цене. Видимо, проект создания в России специализированной фабрики по производству охотничьих ружей «центрального огня», обсуждавшийся Тарнопольским и Московским биржевым комитетом, не был реализован по причине экономической нецесообразности.
Сенатским указом № 2533 от 12 (25) июля 1904 Тарнопольский был сопричислен к роду отца, получив свидетельство о потомственном дворянстве по Подольской губернии. Его род был утвержден в потомственном дворянстве VI части родословной книги, то есть в древнем (столбовом) дворянском происхождении. К тому времени Тарнопольский стал крымским и сочинским земле- и домовладельцем. Летом 1904 года он принял предложение министра земледелия и государственных имуществ А. С. Ермолова стать частным инвестором создания курорта в посаде Сочи. По-видимому, эти два события непосредственно связаны между собой. Получив от казны земельный участок из бывших хлудовских владений на береговой линии близ Сочи, он обязался за свой счёт возвести санаторно-гостиничный комплекс и благоустроить прилегающую территорию. С этого времени начался новый этап в жизни и деятельности А. В. Тарнопольского.
Новый инвестиционный проект Тарнопольского, выражаясь в современной терминологии, «частно-государственного партнерства» по созданию сочинского курорта получил название «Кавказская Ривьера». К началу 1908 года А. В. Тарнопольский числился постоянно проживающим в посаде Сочи Черноморской губернии, в собственном доме. В 1908 он был избран сочинским старостой, то есть главой местного самоуправления. Однако, не был утверждён в этой должности правительством из-за следствия по делу о незаконной торговле оружием. На 1 января 1910 года значился как уполномоченный (депутат) Городского упрощённого общественного управления посада Сочи, Сочинского округа, Черноморской губернии.
14 (27) сентября 1909 года состоялось торжественное, с молебном и фейерверком, открытие курорта «Кавказская Ривьера». Эта дата официально считается датой утверждения за бывшим дачным местом — посадом Сочи, статуса курорта Сочи—Мацеста Российской империи. С осени следующего 1910 года при двух построенных гостиницах начал работать лечебный санаторий. Рекламные объявления «Кавказской Ривьеры» того времени со страниц популярных газет зазывали: «Желающие продолжить себе лето, приезжайте в Сочи. Там сентябрь, октябрь и ноябрь — лучшее время года: в январе цветут в грунте розы. Курорт изображен выше: построен на самом берегу Чёрного моря; состоит из двух громадных гостиниц, имеющих более семидесяти балконов, несколько веранд, театр на семьсот мест, ресторан, кафе, отдельное здание санатория для незаразных больных. Роскошная тропическая растительность. Директором санатория состоит доктор Ал.[ександр] Пав.[лович] Хартахай. Санаторий открывается с ноября. Черноморский экспресс Петербург—Новороссийск, через Москву, Харьков, отправляется каждые две недели. Прямой беспересадочный вагон ежедневно. Проспекты высылаются бесплатно Управлением курорта Сочи Черноморской губернии и оружейным магазином Тарнопольского в Москве, Большая Лубянка, № 3»

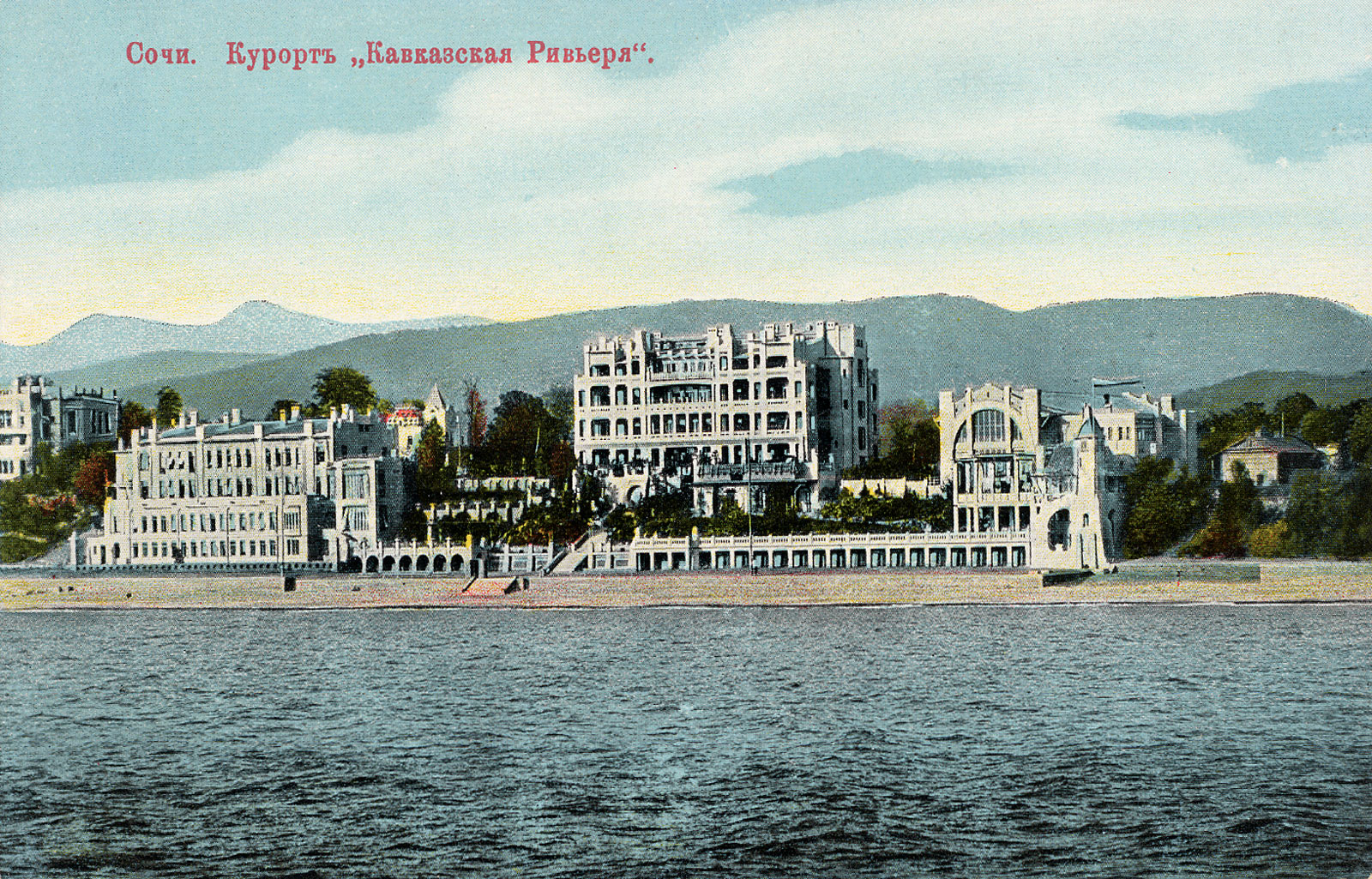
Курорт «Кавказская Ривьера». Открытка

Отдавая все силы и вкладывая все заработанные средства в инвестиции по дальнейшему развитию «Кавказской Ривьеры», А. В. Тарнопольский постепенно стал отходить от дел «Товарищества на паях для торговли оружием и предметами спорта „Охотничий Вестник“». В феврале 1916 года он добровольно отказался от своего многолетнего оружейного и издательского бизнеса, продав свои паи конкурентам и оставив занимаемую должность председателя правления товарищества.

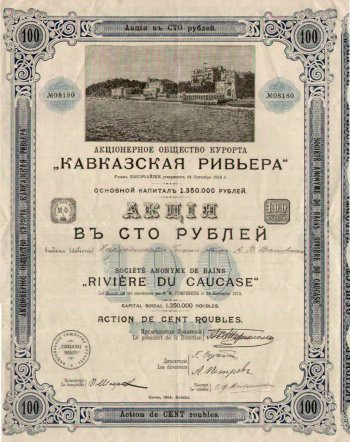
Акция курорта «Кавказская Ривьера» с подписью А. В. Тарнопольского

К тому времени он учредил новое Акционерное общество курорт «Кавказская Ривьера», с уставным капиталом 1 350 000 рублей, разделённый на 13 500 именных обыкновенных акций. К началу 1917 года капитал был увеличен выпуском дополнительных акций в два раза, до 2 700 000 руб. Будучи собственником ранее возведённых гостиничных корпусов и обслуживающих капитальных сооружений, в 1913 году Тарнопольский, в виде своего вклада, внёс их в капитал нового общества. Стоимость этого недвижимого имущества оценивалась в 1 052 075 руб. Владея контрольным пакетом акций, оперируя уже не частным, а акционерным капиталом нескольких тысяч акционеров, и занимая должность председателя правления АО курорта «Кавказская Ривьера», А. В. Тарнопольский всецело отдал свои силы развитию санаторно-курортного дела на Черноморском побережье Кавказа. В 1915 году он разрабатывает проект освоения минеральных источников Чвижепсе; в 1917 году учреждает новое Квартирное курортное товарищество горно-морской климатической станции «Лазурный Берег» близ Хосты. 31 июля (13 августа) 1917 года курорт Сочи получил статус города. Однако грандиозные планы Тарнопольского по увеличению номерного фонда санаторно-гостиничного комплекса на сочинском побережье до 1000 номеров, развитию инженерной, культурной и природно-рекреационной инфраструктуры Сочи и окрестных лечебных местностей, были прерваны событиями большевистского переворота в октябре 1917 года.
После установления в Сочи власти большевиков, конфискации дома А. В. Тарнопольского и всего имущества, принадлежавшего Акционерному обществу курорт «Кавказская Ривьера», он перебрался в Крым. Вместе с супругой, в ноябре 1920 года из Севастополя, на пароходе «Дооб», эвакуирован в Константинополь, вместе с военными чинами и их семьями 2-го Броневого автомобильного дивизиона, Управления Запасного броневого автомобильного и танкового дивизиона, 1-го Кавалерийского полка, прочими военными чинами и штатскими лицами, бежавших от большевистских расстрелов, советских концлагерей и репрессий.
Умер в эмиграции. Внёс большой вклад в развитие санаторно-курортного дела на Черноморском побережье Кавказа. Санаторий «Кавказская Ривьера» в советское время получил статус объекта федерального культурного наследия и лишь в недавнее время был полностью уничтожен. Изданные А. В. Тарнопольским фундаментальные труды по оружейному и охотничьему делу и по сей день являются памятниками истории русской охоты и русского охотничьего оружия. Учреждённый и издававшийся им журнал «Охотничий вестник» — великолепный и роскошный образец русского издательского искусства.

### «Охотничий вестник»
«Охотничий вестник» — журнал ружейной и псовой охоты, собаководства, рыболовства, оружейной техники и охотничьей беллетристики, издавался фирмой А. В. Тарнопольского огромными для специализированных периодических изданий того времени тиражами, до 20 000 экз. ежемесячно. Особенность журнала — издание в разное время многочисленных к нему приложений.
В сотрудничестве с художником—иллюстратором Б. В. Зворыкиным журнал «Охотничий Вестник» на протяжении многих лет издавал серию популярных иллюстрированных почтовых карточек типа «Открытое письмо», с живописными иллюстрациями по охотничьей тематике, которые печатало «Т-во скоропечатни А. А. Левенсон». Серия почтовых карточек типа «Открытое письмо», с живописными сочинскими видами, издавалась и курортом «Кавказская Ривьера».

### Дело о незаконной торговле оружием
Во время революционных событий 1905 года центральный оружейный магазин А. В. Тарнопольского на улице Большой Лубянке был разграблен восставшими и возле него была сооружена баррикада. Также был разграблен магазин и в Харькове. Очевидец писал: «Раздался в воздухе револьверный залп <…> опрокинули два вагона конки и, вероятно, начали бы строить баррикаду, если бы один из товарищей не крикнул, что здесь оружейный магазин Тарнопольского. С криком „ура“ набросились на магазин. Голыми руками пришлось ломать железные двери. Они очень туго поддавались; кто-то достал из соседнего двора лом, некоторые товарищи — камни, и совместными усилиями, после пятиминутной борьбы магазин был открыт. Оттуда начали таскать все, что попадалось под руки: таскали охотничьи ружья, винтовки, револьверы, словом — всё, что было в магазине <…> все это продолжалось минут 10-15 на глазах у драгун». Оружие оказалось в руках как революционеров, так и обычных бандитов, которые его использовали в перестрелках с войсками и полицией, при грабежах, разбоях и совершении террористических актов. По этой причине в период с декабря 1905 по июль 1908 года Тарнопольский был одним из главных подозреваемых в большом объединённом следственном деле о незаконной торговле оружием и снабжении им как русского революционного подполья, так и бандитских шаек, которое расследовало III отделение С. Е. И. В. канцелярии, совместно с Департаментом полиции исполнительной. Московский градоначальник, ген.-майор А. А. Адрианов, ходатайствовал перед министром внутренних дел П. А. Столыпиным о ссылке Тарнопольского в Нарымский край на пять лет под гласный полицейский надзор. Однако, благодаря заступничеству бывшего министра земледелия и государственных имуществ А. С. Ермолова, Тарнопольский к суду не привлекался и расследование в его отношении было прекращено.
Тем не менее, эти события не прошли бесследно. Центральный оружейный магазин Тарнопольского, к тому времени располагавшийся на ул. Петровке в Москве, распоряжением московского градоначальника был закрыт. Утверждение в должности главы сочинского посадского самоуправления, несмотря на доверие 80 % жителей посада, не состоялось. Правила оборота огнестрельного гражданского и охотничьго оружия, которые регулировались нормами конца XVIII — начала XIX веков, были резко ужесточены. Это поставило на грань разорения оружейную фирму Тарнопольского и других частных торговцев оружием.

### «Кавказская Ривьера»
Создание курорта «Кавказская Ривьера», наиболее значимого и самого крупного проекта А. В. Тарнопольского, было тесно связано с его планами по развитию городского хозяйства Сочи и его окрестностей. Планы были грандиозные. На выборах посадского старосты в 1908 году предвыборная программа Тарнопольского предусматривала электрификацию и телефонизацию Сочи, включая запуск трамваев, устройство городского освещения, строительство городской телефонной станции, водопровода и канализации. Пропагандировалась посадка в Сочи тропических растений и пальм. По причинам экономического и политического характера большинство проектов Тарнопольского по развитию курорта реализовано не было. Тем не менее, современники характеризовали возведённый им санаторно—гостиничный комплекс «Кавказская Ривьера» как грандиозный и фешенебельный курорт, ни в чём не уступавший европейским. «Вся панорама курорта, заключающего ряд зданий, связанных общим архитектурным замыслом, такова, что сделала бы честь не только нашему молодому побережью, но средиземноморскому побережью Франции. Ни в Крыму, ни на берегах Балтийского моря, нет ещё ничего подобного» — писал, в том же — 1909, врач Г. В. Скупенский, впоследствии второй директор-распорядитель (1915) и заведующий врачебной частью АО курорта «Кавказская Ривьера». Именно Г. В. Скупенский в 1912 году, когда возник план акционирования курорта, посоветовал Тарнопольскому продавать акции планируемого общества преимущественно врачам, т. е. эмитировать для врачей, выражаясь в современной терминологии, привилегированные акции. Он полагал, что тогда врачи-акционеры будут из всех уголков Российской империи посылать больных лечиться только в «Кавказскую Ривьеру». Совет этот реализован не был. Но так возникла легенда о том, что А. В. Тарнопольский хотел создать акционерное общество для врачей.
Член Государственного совета А. С. Ермолов, посещая в 1907 году, после 3-летнего перерыва, Черноморское побережье Кавказа, смог лично убедиться в правильности сделанного им тогда выбора. Он писал: «К числу признаков наступающей для Сочи новой эпохи возрождения следует отнести постройку в приморской части Хлудовской дачи г. Тарнопольским громадной и роскошной гостиницы с театром, курзалом, морскими купаньями, великолепной террасой над морем и проч. Открытие этой гостиницы, которая получает название „Русской или Черноморской Ривьеры“, должно последовать летом будущего года. Владелец не останавливается ни перед какими затратами, чтобы достигнуть цели, и можно только пожелать, чтобы ему удалось довести задуманное им дело до конца, и чтобы русская публика оценила его усилия и вознаградила бы его затраты. Тогда, быть может, будут разобраны и застроятся все те участки Хлудовского имения, которые до сих пор пустуют, к явному для казны ущербу»
Благодаря «Кавказской Ривьере» А. В. Тарнопольский стал известен, в первую очередь, как общественный деятель по развитию санитарно—рекреационных возможностей субтропиков Черноморского побережья Кавказа. Как один из крупнейших частных инвесторов по освоению сочинского побережья, с 1908 по 1910 год А. В. Тарнопольский избирается на 3-летие членом совета Сочинского общества взаимного кредита.
К середине 1913 года А. В. Тарнопольский исчерпал собственные финансовые возможности по развитию курорта и решается на привлечение стороннего капитала. С 24 сентября (7 октября) 1913 он учреждает Акционерное общество курорта «Кавказская Ривьера». Через месяц, с 2 ноября по 15 декабря 1913 года, в С.-Петербурге проходит первая Сельскохозяйственная и культурно—промышленная выставка Черноморского побережья Кавказа (выставка «Русская Ривьера»). За создание курорта «Кавказская Ривьера» Тарнопольский награждён почетной премией имени Общества Владикавказской железной дороги. В рамках выставки, с 10 по 17 ноября 1913 года, там же — в С.-Петербурге, проходит Съезд деятелей Черноморского побережья Кавказа. Тарнопольский участвует в деятельности съезда, и, по 1-й секции: Изучение природы Черноморского побережья, его благоустройство, курортное дело, — выступает с докладом «Что такое субтропики и значение русских субтропиков для России»
Первое общее собрание акционеров учреждённого общества состоялось 24 февраля (9 марта) 1914 года в Москве, в доме № 13 (князя Волконского), по внешней стороне Страстного бульвара. Собрание утвердило официальную передачу всего имущества курорта «Кавказская Ривьера», принадлежавшего А. В. Тарнопольскому, в собственность созданного одноимённого акционерного общества. Председателем правления АО "Курорт «Кавказская Ривьера» был избран и утверждён, по понятным причинам, сам Тарнопольский. Оставался он в той должности до октября 1917 года. Одновременно с должностью председателя правления, А. В. Тарнопольский избирался одним из трёх директоров общества.
С созданием в сентябре 1914 года Всероссийского общества для развития и усовершенствования русских лечебных местностей А. В. Тарнопольский избирается действительным членом этой общественной организации. В январе 1915 года в Петрограде, в Таврическом дворце, состоялся первый Съезд по вопросам улучшения состояния отечественных лечебных местностей (Курортный съезд). А. В. Тарнопольский участвовал в съезде как «представитель Кавказа». На первом же пленарном заседании он выступил с внеочередным заявлением, по поводу еврейского вопроса, предложив съезду поставить перед правительством вопрос о беспрепятственном допущении на русские курорты русских же подданных — евреев. Тарнопольский обратил внимание делегатов на то, что главный контингент уезжающих для лечения в заграничные курорты русских граждан составляют евреи. Они везут туда же ежегодно сотни тысяч рублей. Если евреям не дано будет право лечиться в русских курортах, то никогда не устранится и вывоз русских денег за границу. Российские курортные местности, по—прежнему, будут испытывать острую нехватку инвестиций для развития. Выступление оратора было «встречено громом аплодисментов». О том, насколько злободневный вопрос для русского общества поднял тогда Тарнопольский, свидетельствует тот факт, что следующие за ним два делегата сняли свои заявления в связи с тем, что «свои речи они намерены были посвятить тому же вопросу, что и г. Тарнопольский»
Начавшаяся Первая мировая война неизбежно внесла свои коррективы и в деятельность курорта Тарнопольского. Для нужд войны был реквизирован весь автомобильный парк гостиничного комплекса. Вскоре на фронт войны, вслед за автомобилями, последовали врачи, работавшие в здравнице. По мобилизации был призван на военную службу второй директор АО курорта «Кавказская Ривьера» Г. И. Энок. С усугублением бремени той бессмысленной войны накапливались и проблемы курорта Тарнопольского. Подписка на дополнительную эмиссию акций (увеличение капитала общества в два раза), разрешенная правительством летом 1916 года, для строительства второй очереди курора, план которой предусматривал постройку дополнительно 1000 номеров, была не закрыта. Бытующие в современной публицистике сведения о небывалых успехах в развитии «Кавказской Ривьеры» основаны, по большей части, на сведениях рекламных буклетов того времени и представляют собой мифологизированную историю сочинского курорта. Реальность, описываемая современниками тех событий, была иной.
Тем не менее, несмотря на все трудности и невзгоды военного и революционного времени 1914—1917 годов, А. В. Тарнопольский за три года создал прибыльный курортный бизнес. Последний годовой отчет АО курорта «Кавказская Ривьера» — на 1 января 1917 года, утверждённый общим собранием акционеров, состоявшимся 21 июня (4 июля) 1917, свидетельствовал, что за предыдущие годы общество получило нарастающим итогом чистой прибыли почти 85 000 руб.; на текущих счетах общества и в кассе было свыше 512 000 руб.; недвижимость общества оценивалась в 1 209,07 миллионов руб. Из общей суммы второго выпуска акций в размере 1 350 000 руб., на 1 января 1917, т. е. за полгода, было продано акций на сумму 581 326,87 руб., что превышало 40% дополнительной эмиссии. Впервые были утверждены дивиденды общества. Они составили на 1 акцию первого выпуска 4 р. 50 коп., а всего на выплату дивидендов направлялось свыше 60 тыс. руб. чистой прибыли. Выплаты акционерам должны были начаться с 1 августа 1917 года.
В советское время санаторно—гостиничный комплекс «Кавказская Ривьера» стал национальным брендом. Начиная с 1930-х годов в СССР выпускаются товары народного потребления (духи, одеколоны, лимонады, значки и др.) с видами и под названием санатория «Кавказская Ривьера». Виды курортного комплекса и его прибрежной полосы украшают почтовые конверты, открытки и каточки, книги, рекламные буклеты и исторические путеводители.

## Семья
- Жена — Зиновия Николаевна, урождённая Петровская (?—после 1920). В 1898 году с супругом проживала в Москве, в доходном доме отставного ген.-майора В. А. Толмачёва (угол ул. Тверской / Газетный пер., д. № 3). С № 9 за 1905 по № 2 за 1907 годы, совместно с малолетним сыном Иосифом, являлась собственницей журнала «Охотничий Вестник», с правом подписи за редактора—издателя «наследники С. И. Маноцкова» («преемники С. И. Маноцкова»).
- Сын — Иосиф Антонович Тарнопольский (26.10.1897—после 1918). Родился в Москве. Крещён 12.12.1897 в церкви Святого Евпла. Восприемники: студент С.-Петербургского технологического института Михаил Николаевич Житков и (заочно) статский советник Семён Иванович Маноцков и титулярного советника жена Надежда Николаевна Житкова[48]. С 1905 по 1907 года, совместно с матерью, являлся собственником журнала «Охотничий Вестник», с правом подписи за редактора—издателя «наследники Маноцкова» («преемники Маноцкова»). Сенатским указом № 383 от 29 февраля (13 марта) 1908, сопричислен к роду отца. С 14 мая 1918 года был женат на 20-летней дочери воронежского мещанина, девице Маргарите Николаевне Волосатовой. Венчались в Иоанно—Предтечевской церкви на Малой Лубянке.[49] Одним из поручителей жениха был военный лётчик, командир 50-го корпусного авиационного отряда, капитан В. А. Коншин. Другим поручителем, по невесте, был двоюродный брат Иосифа Антоновича, потомственный дворянин, поляк Люциан Мариан—Иосиф Розвадовский (1883—после 1946), из древнего дворянского рода Розвадовских. Л. И. Розвадовский был акционером и неоднократно избирался членом ревизионной комиссии АО курорта «Кавказская Ривьера»[50]. Впоследствии он служил заведующим технической частью треста «Дачное хозяйство Московской губернии». Трест ведал муниципальным дачным фондом Московской губернии. В марте 1938 был арестован, в мае того же года осужден на 8 лет лишения свободы за контрреволюционную деятельность. В июне 1938 прибыл в Ухтижемлаг. Освобождён 26 марта 1946 года.[51]

## Изобретения
А. В. Тарнопольский является автором ряда изобретений и усовершенствований охотничьих ружей и боеприпасов к ним.
- 1891 — сконструировал, начал производство и продажу концентратора, который увеличивал дальность боя охотничьих ружей со стволами цилиндрической сверловки, получив 5—летний патент на своё изобретение. А. В. Тарнопольский различал своё изобретение как два самостоятельных: «дальнобойный снаряд Тарнопольского» (охотничий патрон для стрельбы дробью «из всякого ружья» до 150 шагов) и «металлический концентратор Тарнопольского» (приспособление охотничьего патрона, увеличивающее кучность боя дробью на 50%)[52]. Одни современники характеризовали «дальнобойный снаряд Тарнопольского» как «сложный концентратор», указывая на его простоту, целесообразность и «весьма хорошие результаты»[53], другие — как два отдельных изобретения[54];
- 1902 — изобрел особую конфигурацию канала ствола, назвав её «цилиндроконической сверловкой». С «цилиндроконической сверловкой» льежская фабрика «А. Бертран и сын» в Бельгии изготавливала ежегодно около 600 двуствольных ружей, которые продавались в магазинах А. В. Тарнопольского под названием Modele Ingenieur L. M. («Модель инженера Л. М.»);
- 1906—1907 — запатентовал в Бельгии «затвор для двуствольных ружей» особой конструкции. В следующем году он заказал в Льеже экспериментальную партию ружей нового образца, назвав их Modele Ingenieur Civil Brevete («Модель Гражданского инженера»). В дальнейшем ружья этой модели производились оружейной фабрикой «Акционерного Общества в Льеже» до конца 1914 года;
- для отстрела крупных кавказских животных из гладкоствольных ружей с дульными сужениями, А. В. Тарнопольский сконструировал новую «тяжёлую свинцовую пулю стрелочного типа с пятью винтовыми рёбрами». Патентовать и организовывать промышленный выпуск своей перспективной пули Тарнопольский не стал.